# Hakaru Hashimoto

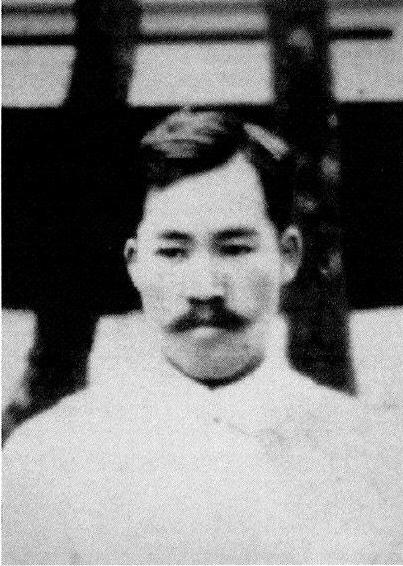
Hakaru Hashimoto

Hakaru Hashimoto (Japans: 橋本 策, Hashimoto Hakaru) (Iga (Mie), 5 mei 1881 – Mie, 9 januari 1934) was een Japanse arts die de naar hem benoemde ziekte van Hashimoto ontdekte.

## Biografie
Hashimoto was de derde zoon van de arts Kennosuke Hashimoto. Hij was boeddhist en hield van Japans theater. Hij werd geboren in het gehucht Midai van het dorp Nishitsuge (Japans: 西柘植村,Nishitsuge-mura)  in het district Ahai (Japans: 阿拝郡, Ahai-gun) in de toenmalige provincie Iga. 

### Opleiding
Nadat hij de eliteschool 3 (Japans: 第三高等学校, Dai san Kotogakko) had doorlopen ging Hashimoto in 1903 geneeskunde studeren te Fukuoka, toen een onderdeel van de Keizerlijke Universiteit te  Kyoto (Japans: 京都帝国大学福岡医科大学, Kyoto teikokudaigaku Fukuoka ikadaigaku) en sinds 1911 onderdeel van de keizerlijke Universiteit van Kyushu.
Hij studeerde af in 1907 en werkte van 1908 tot 1912 als chirurg onder professor Miyake Hayari, de eerste neurochirurg in Japan.
Hij doctoreerde op Struma lymphomatosa (Kojosen rinpa-setu sho-teki henka ni kansuru kenkyu hokoku) waarin hij de vier histologische karakteristieken beschreef van de later naar hem genoemde aandoening van de schildklier:
- Diffuse infiltratie van het lymfesysteem;
- Vorming van lymfefollikels;
- Vernietiging van epitheelcellen;
- Verbreiding van fibrose.

Hashimoto publiceerde zijn doctoraat in 1912 in het Duits vaktijdschrift Archiv für klinische Chirurgie, Boek 97, p 219–248 als Zur Kenntnis der lymphomatösen Veränderungen der Schilddrüse (Struma lymphomatosa).

### Loopbaan
Hij was in Japan vrijwel onbekend en reisde in hetzelfde jaar naar de Georg-August-Universität Göttingen te Göttingen, waar hij onder de patholoog Eduard Kaufmann urogenitale tuberculose behandelde. Hij reisde naar Berlijn en Londen.
Vervolgens brak de Eerste Wereldoorlog uit en in 1915 overleed zijn vader. Hashimoto reisde over Londen terug naar Japan. Hij verbleef kort aan de Kyushu-Universiteit, maar nam dan de praktijk van zijn vader over. Hij beoefende vooral chirurgie van de buik. In 1934 stierf hij zelf aan typhus.

## Hashimoto Street
Op de campus van de Universiteit van Kyushu is een straat naar hem vernoemd.

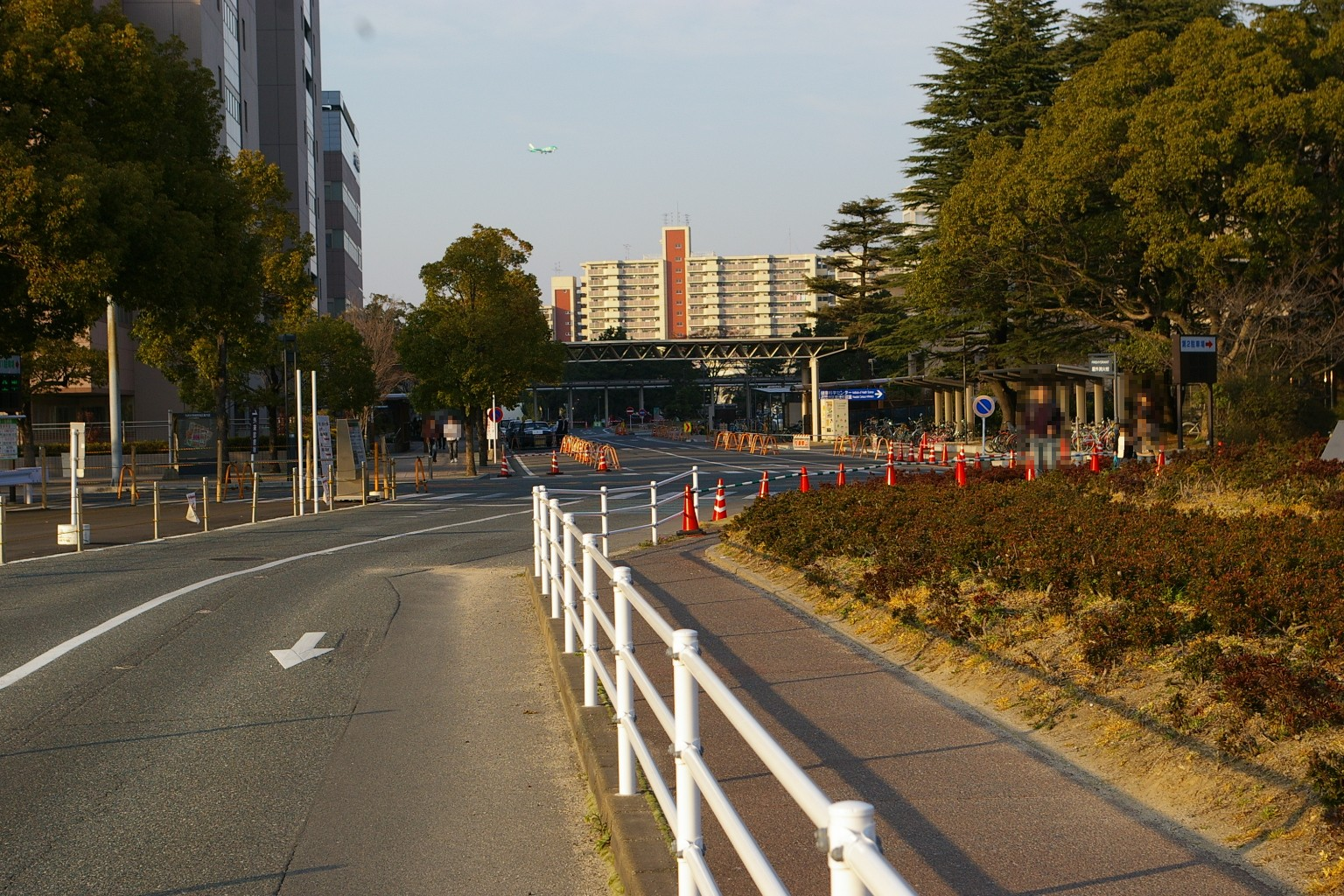
De naar Hashimoto vernoemde straat